# Suối Đá Vàng
Suối Đá Vàng là một con suối đổ ra Suối Cầu Vạc. Suối có chiều dài 10 km và diện tích lưu vực là 17 km². Suối Đá Vàng chảy qua các tỉnh Đồng Nai, Bà Rịa - Vũng Tàu.